# Muhammad Asad Durrani
Muhammad Asad Durrani  (درانی; Durrānī) (* 7. Februar 1941 in Lahore) ist ein ehemaliger pakistanischer Diplomat und ehemaliger Leiter des pakistanischen Geheimdienstes ISI.

## Leben
Muhammad Asad Durrani gehört zu einer paschtunischen Stammeskonföderation, welche über das Durrani-Reich herrschte.
Von 1957 bis 1959 erwarb er den Bachelor der Government College University Lahore und machte ein Aufbaustudium an Pakistans nationaler Militärakademie Kakul. 1960 wurde er zum Leutnant der Artillerie ernannt. 1965, im zweiten indisch pakistanischen Krieg, wurde er zum Oberst befördert. 1968 wurde er zum Major befördert und wurde im Dezember 1971 im Krieg gegen Indien beschäftigt. 1975 absolvierte er an der Führungsakademie der Bundeswehr in Hamburg einen Generalslehrgang. Von 1980 bis 1984 war er Militärattaché in Bonn. Von 1988 bis 1989 leitete er die Military Intelligence (M.I.). Von 1990 bis März 1992 leitete er die Inter-Services Intelligence. In dieser Funktion unterstützte er Gulbuddin Hekmatyār, wurde von Nawaz Sharif entlassen und im Mai 1993 in den Ruhestand versetzt. Von 22. März 1994 bis Mai 1997 war er Botschafter Pakistans in Bonn.
Von 2000 bis 2002 war er Botschafter in Riad. Von 5. Juni 2006 bis 9. Mai 2008 war er, nichtakkreditierter, Botschafter in Washington, D.C. Iftikhar Muhammad Chaudhry behauptete, Durrani hätte mindestens einer politischen Partei Staatsmittel zukommen lassen und damit Wahlen manipuliert.